# My Name Is Skrillex
My Name Is Skrillex è il secondo EP del DJ statunitense Skrillex, autoprodotto e pubblicato il 7 giugno 2010.

## Tracce
1. My Name Is Skrillex – 4:31
2. Weekends!!! (feat. Sirah) – 3:35
3. Fucking Die 1 – 5:02
4. Fucking Die 2 (€€ Cooper Mix) – 4:52
5. Do Da Oliphant – 4:05
6. With You, Friends – 3:21